# 光田綜合醫院

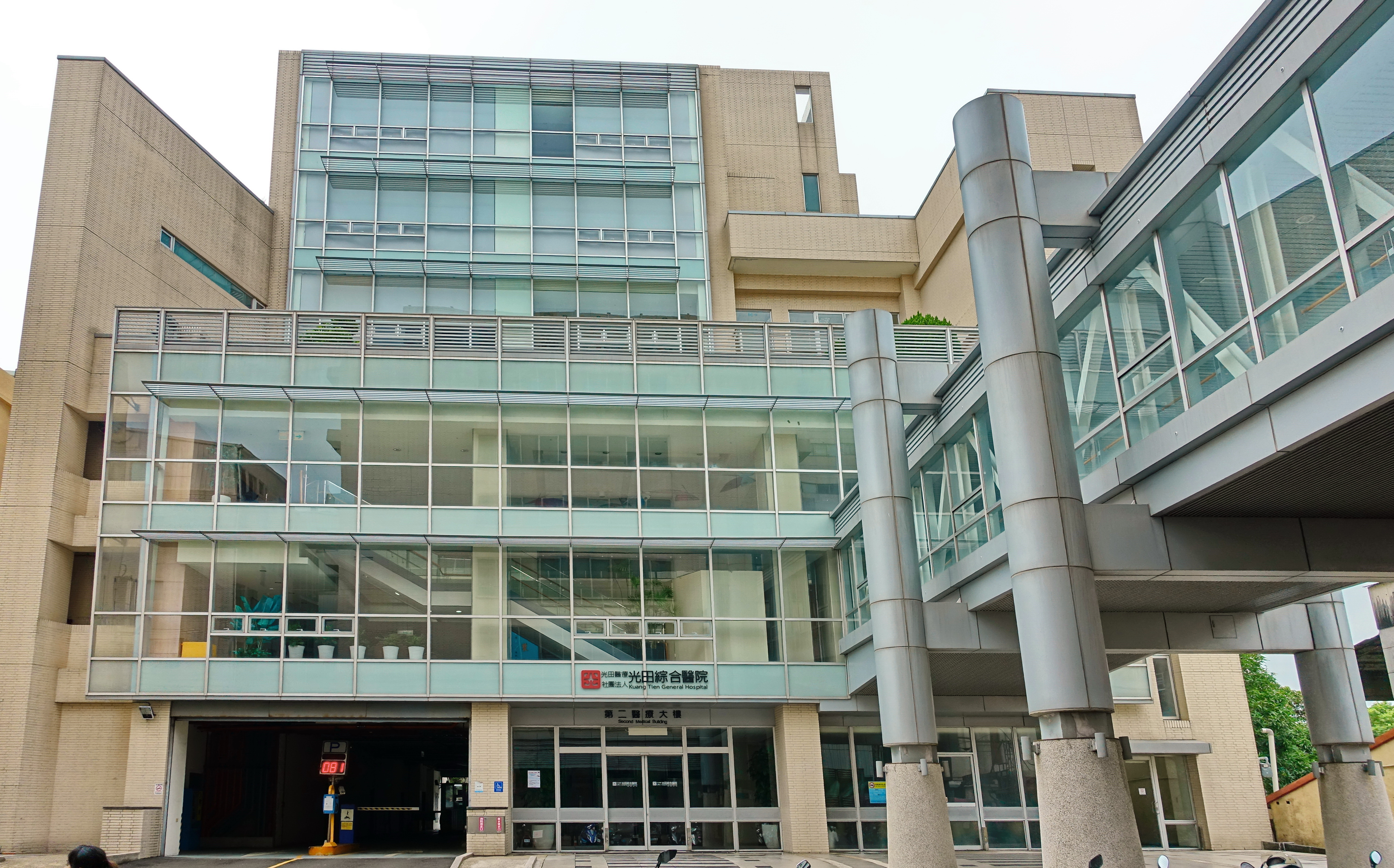
光田綜合醫院第二醫療大樓，右上方為連接第二醫療大樓和第一醫療大樓的行人天橋

光田醫療社團法人光田綜合醫院是臺灣臺中市海線的私立綜合醫院。成立於1913年，共有沙鹿總院（含長青院區）、大甲院區、苗栗縣通霄光田醫院以及新開幕的沙鹿向上院區。

## 歷史[1]
- 1913年，王銅鐘於沙鹿設立仁聲醫院，是光田醫院的前身。
- 1921年，王銅鐘設立養真醫院。
- 1938年，因皇民化運動改名為光田醫院。
- 1962年，成為中國醫藥學院（今中國醫藥大學）與中山醫學院（今中山醫學大學）的實習醫院
- 1967年，第二代院長王毓麟創設「弘光護理專科技術學校」（今弘光科技大學）。
- 1978年，教育部核定為教學醫院。
- 1989年，成立相關醫療體系「弘光護專附設老人醫院」（今弘光科技大學老人醫院）
- 1994年，通過行政院衛生署評鑑為「區域教學醫院」。
- 1996年，大甲院區落成。
- 2006年，苗栗縣通霄鎮光田醫院開幕。
- 2008年，改制為「光田醫療社團法人光田綜合醫院」。
- 2010年，通過行政院衛生署評鑑為「新制醫院評鑑特優」。
- 2013年，通過行政院衛生署評鑑為「重度級急救責任醫院」。
- 2020年2月，沙鹿總院設立中醫部。

## 歷任院長
1. 王銅鐘：1913年－1944年
2. 王毓麟：1944年－1987年
3. 王乃弘：1987年－至今

## 院區
- 沙鹿總院：台中市沙鹿區沙田路117號。一般門診、24小時急診、內科加護病房、外科加護病房、新生兒中重度加護病房。
- 大甲院區：台中市大甲區經國路321號。一般門診、24小時急診、內科加護病房、外科加護病房。
- 長青院區：台中市沙鹿區大同街5之2號。慢性復健大樓、護理之家、失智照護中心、日間照護中心。
- 向上院區：台中市沙鹿區向上路七段。已於2025年3月27日完工啟用。

## 關係組織
- 通霄光田醫院：為地區醫院。
- 大雅清泉醫院：地區醫院。
- 弘光科技大學
- 弘毓基金會
- 弘道老人基金會

## 外部連結
- 官方网站